# Saint-Geniès-de-Comolas
Saint-Geniès-de-Comolas è un comune francese di 1 881 abitanti situato nel dipartimento del Gard, nella regione dell'Occitania.

## Società

### Evoluzione demografica
Abitanti censiti